# 足の冷えない不思議なくつ下
足の冷えない不思議なくつ下（あしのひえないふしぎなくつした）は、小林製薬が発売する靴下の商品名である。

## 材質
ウール混生地と高密度パイルの断熱繊維の二層構造により保温性を高めた商品である。

## 歴史
当初は奈良県御所市の塚本産業が製造、薬局や衣料品店のほか百貨店でも販売していた。年間約4億円の売上があったが、2005年秋に懐炉などを製造する桐灰化学が商標権と販売権を取得した。塚本産業は2005年11月に奈良地方裁判所葛城支部に民事再生法の適用を申請、倒産した。桐灰は商品ラインナップの絞込み、パッケージデザインの改善、販売ルートから衣料品店や百貨店を外してドラッグストアに集中させるなどの施策を行い、2005年9月からの半年間で90万足、約7億円を売り上げた。
2020年7月1日に小林製薬が桐灰化学を吸収合併したことにより、販売並びに問い合わせなどのサポートを小林製薬が引き継ぎ、「桐灰」ブランドを冠した「桐灰 足の冷えない不思議なくつ下」として発売されている。2023年10月時点では、踝丈（クルーソックス）、脹脛丈（レギュラーソックス）、膝下丈（ハイソックス）の3つの丈に加え、重ね履き用のインナーソックス2種類（足すっぽり(浅履きタイプ)・爪先用）の全5種類がラインナップされている。
また、2022年9月には派生製品として空気層を含む二重編み構造とした膝下丈のレッグウォーマータイプ（足の冷えない不思議なレッグウォーマー）が発売された。なお、靴下と同じ素材を用いたお腹周りまで覆うタイツタイプ（足の冷えない不思議なタイツ）が発売されていたが、2023年9月をもって製造終了となった。
2023年10月に足すっぽりインナーソックス以外の製品がパッケージリニューアルされ、くつ下類はこのパッケージリニューアルのタイミングでパッケージ正面左下に小林製薬のロゴが入るようになった。また、ハイソックスとレギュラーソックスはカラーがブラックのみに集約された。